# بنك السويد المركزي
بنك السويد المركزي (بالإنجليزية: Sveriges Riksbank)‏ ويسمي اختصارًا (بالسويدية:Riksbanken) هو البنك المركزي لدولة السويد حيث يعتبر أكبر مؤسسة مالية في البلاد ومسئول عن نسبة الفائدة وطرح الأذونات الحكومية وطباعة البنكنوت.
يعتبر بنك السويد الذي تأسس عام 1665 أقدم البنوك المركزية من حيث تاريخ النشأة  ورابع أقدم البنوك العامة علي مستوي العالم. يطلق عليه (البنك الوطني السويدي) أو بنك السويد (وهو مختلف عن سويدبانك الذي يعد أحد البنوك التجارية في السويد)

## التاريخ

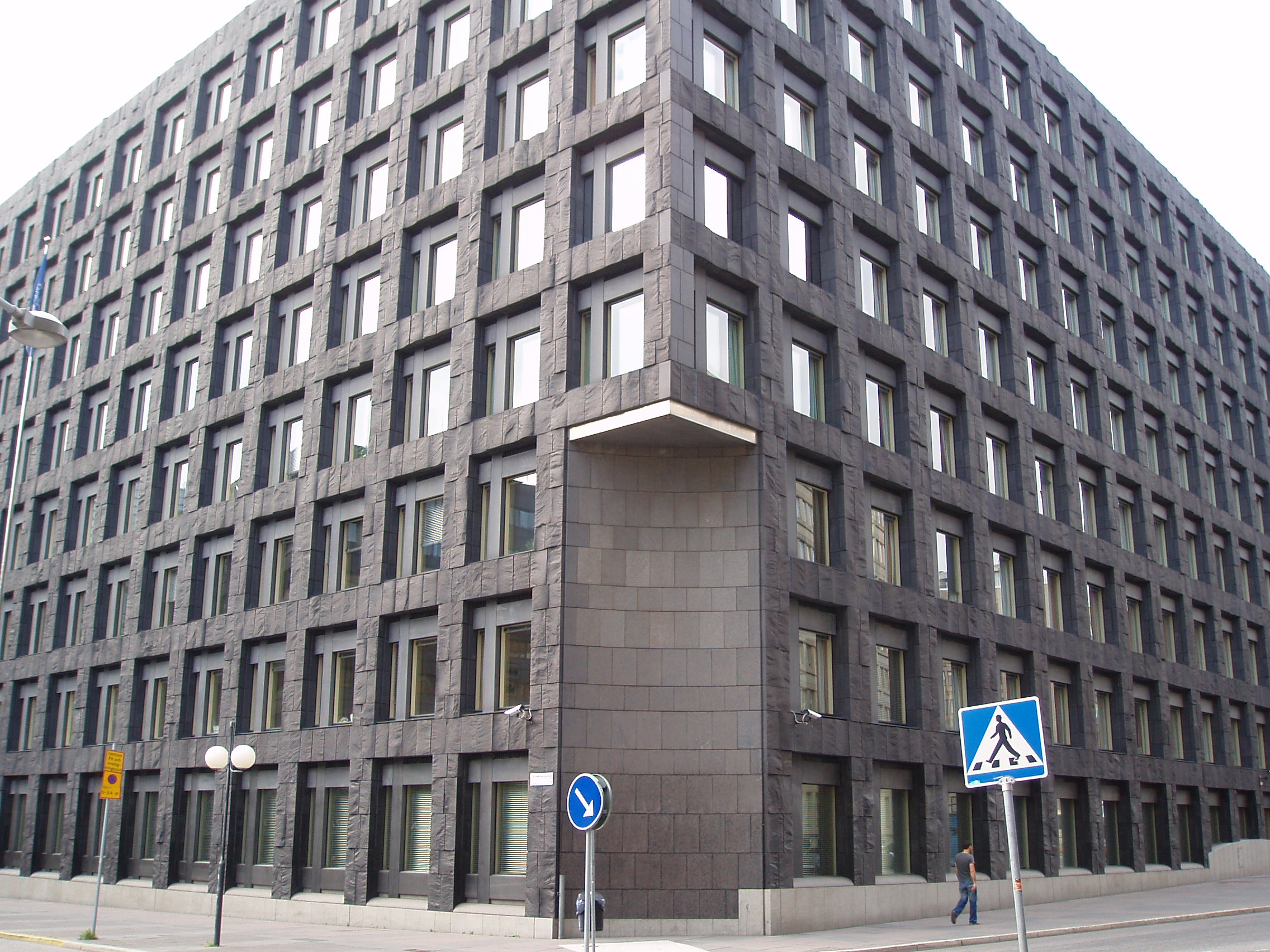
صورة لمقر بنك السويد المركزي

تأسس البنك المركزي السويدي في عام 1668، كان يطلق عليه ستوكهولم بيانكو (المعروف أيضا باسم بنك  من  بلامستيرش)، حيث أسسه يوهان بلامستيرش في 1656. على الرغم من أن البنك كان خاصا، قام ملك السويد بإدار البنك. ومع ذلك، انهارت ستوكهولم بيانكو نتيجة ل صدور الكثير من الملاحظات من دون ضمانات اللازمة. بلامستيرش الذي كان يعتبر مسؤولا عن الخسائر في البنك، كان محكوما عليه بالإعدام، لكنه حصل علي عفو ملكي في وقت لاحق. يوم 17 سبتمبر 1668 تم نقل امتياز بلامستيرش لتشغيل البنك إلى بنك  ريكنسين ، والبنك يعمل الآن تحت تحت إشراف البرلمان. بسبب فشل ستوكهولم بانكو، وتمكن البنك الجديد تحت السيطرة المباشرة للبرلمان لمنع تدخل الملك. عندما تم انتخاب برلمان السويد تم في عام 1866 تم تغيير اسم البنك إلى البنك المركزي السويدي.

## الشعار
شعار البنك هو Hinc ROBUR آخرون سيكيوريتاس، الذي هو اللاتينية لHerefore القوة والسلامة.

## جائزة نوبل في الاقتصاد
في عام 1968, وفي الذكري الـ 300 لتأسيس البنك قام بانشاء جائزة نوبل في العلوم الاقتصادية، والذي أصبح يوزع في حفل جائزة نوبل السنوي في ديسمبر في ستوكهولم.

## روابط خارجية
- الموقع الرسمي